# Amélie Gex

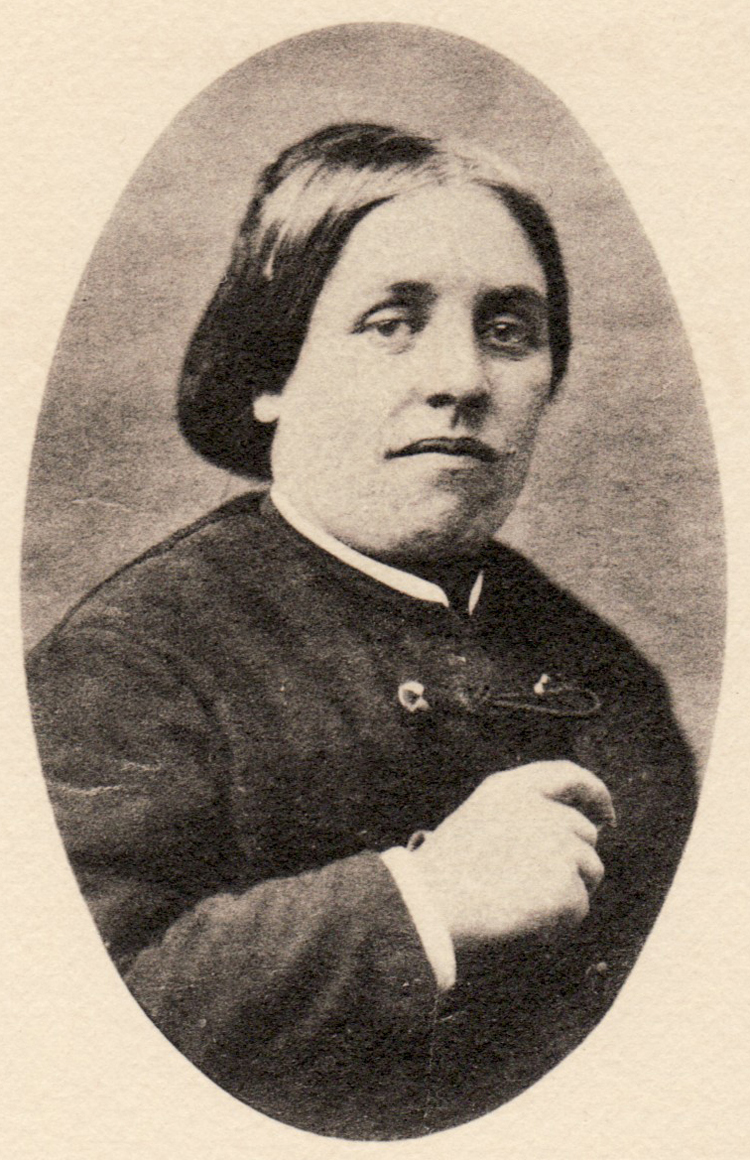
Amélie Gex

Amélie Gex (* 24. Oktober 1835 in La Chapelle-Blanche, Savoyen; † 16. Juni 1883 in Chambéry) war eine savoyische und (seit 1860) französische Schriftstellerin frankoprovenzalischer Sprache.

## Leben
Amélie Gex war die Tochter des Arztes und Winzers Marc-Samuel Gex. Sie wuchs in La Chapelle-Blanche, der nahen Stadt Chambéry und Challes-les-Eaux auf. Nach dem Tod ihres Vaters 1876 führte sie den Weinbaubetrieb der Familie weiter. In den 1870er Jahren begann sie als Schriftstellerin aktiv zu werden. In späteren Jahren lebte sie wieder in Chambéry.
Seit der Zeit der Teilung der sardinisch-savoyischen Länder war Amélie Gex eine Anhängerin der republikanischen und antiklerikalen Bewegung. Seit 1877 konnte sie ihre Gedichte in der republikanischen Zeitschrift Le Père André zunächst unter dem Pseudonym «Dian de la Jeânna» drucken, erst ab 1879 erschienen ihre Werke in verschiedenen Medien und als selbständige Publikationen unter ihrem eigenen Namen.
Amélie Gex verfasste Gedichte und Erzählungen, die teils vom Leben in Savoyen und teils von mythologischen Stoffen handeln. In der ersten Zeit schrieb sie für die Bevölkerung der Alpenregion im savoyischen Dialekt (patois) und später auch auf Französisch, um mit ihren Schriften ein weiteres Publikum zu erreichen.
Amélie Gex gehört zu den frühen Autoren der frankoprovenzalischen (arpitanischen) Literatur.

## Werke
- Le Long de l’an. Chansons en patois savoyard avec la traduction française en regard. Chambéry 1879.
- Reclans de Savoué. Chambéry 1879.
- Poésies, Chambéry 1880.
- Lo cent ditons de Pierre d’Emo. Chambéry 1882.
- Vieilles gens et vieilles choses. Histoire de ma rue de mon village. Chambéry 1885.
- Feuilles mortes. Chambéry 1894.
- Fables. 1898.